# Province de Tiznit
La province de Tiznit (en tachelhit : Tasga n Tiznit ⵜⴰⵙⴳⴰ ⵏ ⵜⵉⵣⵏⵉⵜ) est une subdivision à dominante rurale de la région administrative marocaine de Souss-Massa. Elle tire son nom de son chef-lieu, Tiznit.
Le gouverneur, Hassan Khalil, ancien gouverneur de la province de Tata, a été nommé en 2018.

## Histoire
La province de Tiznit a été créée en 1975 – dahir portant loi no 1-74-688 du 23 avril – par démembrement de l'ancienne province d'Agadir.

## Géographie
La province de Tiznit est délimitée au nord par les provinces de Chtouka-Aït Baha et de Taroudant, à l'est par la province de Tata, au sud par les provinces de Tata et de Sidi Ifni, et à l'ouest par l'océan Atlantique.

## Découpage administratif
Selon le découpage administratif de juin 2009, la province de Tiznit est composée de 25 communes, dont 2 communes urbaines (ou municipalités) : Tiznit, le chef-lieu, et Tafraout.
Les 23 communes rurales restantes sont rattachées à 10 caïdats, eux-mêmes rattachés à 3 cercles :
- cercle de Tafraout :
  - caïdat d'Ammelne : Ammelne, Tarsouat et Tassrirt,
  - caïdat d'Afella Ighir : Afella Ighir ;
  - caïdat de Had Tahala : Irigh N'tahala et Aït Ouafqa ;
- cercle d'Anzi :
  - caïdat d'Anzi : Tnine Aday, Tafraout El Mouloud, Anzi et Tighmi,
  - caïdat d'Arbaa Aït Ahmed : Arbaa Aït Ahmed,
  - caïdat d'Ida Ou Gougmar : Tizoughrane, Aït Issafen et Ida Ou Gougmar,
  - caïdat de Zaouïa Sidi Ahmed Ou Moussa : Sidi Ahmed Ou Moussa ;
- cercle de Tiznit :
  - caïdat d'Arbaa Rasmouka : Arbaa Rasmouka et El Maader El Kabir,
  - caïdat d'Oulad Jerrar : Reggada, Sidi Bouabdelli, Bounaamane et Ouijjane,
  - caïdat d'Aglou : Tnine Aglou et Arbaa Sahel.